# دانیل پاسارلا
دانیل آلبرتو پاسارلا (به اسپانیایی: Daniel Alberto Passarella) زاده ۲۵ مهٔ ۱۹۵۳ ‏(۷۱ سال) بازیکن فوتبال حرفه‌ای بازنشسته و سرمربی سابق تیم‌های ملی فوتبال آرژانتین و اروگوئه است. وی کاپیتان تیم ملی آرژانتین، قهرمان جام جهانی ۱۹۷۸ و سرمربی این تیم در جام جهانی ۱۹۹۸ بود. پاسارلا در حال حاضر مدیر باشگاه ریورپلاته آرژانتین می‌باشد.